# Provin
Provin település Franciaországban, Nord megyében. Lakosainak száma 4456 fő (2022. január 1.). Provin Annœullin, Meurchin, Carvin és Bauvin községekkel határos.

## Népesség
A település népességének változása:
| Lakosok száma | 4187 | 4194 | 4270 | 4234 | 4318 | 4403 | 4488 | 4469 | 4456 |
|               | 2013 | 2015 | 2016 | 2017 | 2018 | 2019 | 2020 | 2021 | 2022 |